# František Uldrych
František Uldrych (19. ledna 1939 Praha – 13. února 1989, Mnichov[zdroj⁠?!]) byl československý fotbalista, který hrál na postu levého křídla. Byl typem důrazného, nebojácného a houževnatého hráče, který byl dobře technicky i střelecky vybaven. Dne 3. září 1965 například v dresu Slavie nastoupil v pražském derby proti Spartě, které se však pro velký zájem fanoušků odehrálo na strahovském stadionu. Uldrych v šesté minutě zápasu rozehrál rohový kop, z něhož následně hlavou Josef Píša vstřelil úvodní gól zápasu, který nakonec skončil remízou 2:2.

## Fotbalová kariéra
V československé lize hrál za ČKD Praha, Spartak Motorlet Praha a Slavii Praha. Nastoupil v 59 ligových utkáních a dal 4 góly. Nastupoval i za mládežnickou československou reprezentaci.

## Ligová bilance
| Ročník                                   | Zápasy | Góly | Klub                     |
| ---------------------------------------- | ------ | ---- | ------------------------ |
| 1. československá fotbalová liga 1961/62 | 15     | 1    | Spartak Praha Stalingrad |
| 1. československá fotbalová liga 1962/63 | 4      | 0    | ČKD Praha                |
| 1. československá fotbalová liga 1963/64 | 26     | 2    | Spartak Motorlet Praha   |
| 1. československá fotbalová liga 1965/66 | 13     | 1    | Slavia Praha             |
| 1. československá fotbalová liga 1966/67 | 1      | 0    | Slavia Praha             |
| CELKEM 1. liga                           | 59     | 4    |                          |